# Liste des chansons de Blur
Blur est un groupe britannique de rock. La liste ci-dessous contient l'ensemble des chansons du groupe et des reprises du groupes sorties sur leurs albums studio, albums live, compilations, EPs, démos, singles et splits. Cette liste ne contient pas les reprises que le groupe a joué lors de ses concerts et qui n'ont pas été éditées.

## Chansons de Blur
| Titre                                         | Album/Single                                                  | Année     | Parolier                                           | Producteur                                             | Chanteur                        |
| --------------------------------------------- | ------------------------------------------------------------- | --------- | -------------------------------------------------- | ------------------------------------------------------ | ------------------------------- |
| "7 Days"                                      | "Music Is My Radar"                                           | 2000      | Albarn                                             | James/Albarn/Rowntree/Coxon                            | Albarn                          |
| "1992"                                        | 13                                                            | 1999      | Albarn                                             | James/Albarn/Rowntree/Coxon                            | Albarn                          |
| "A Song"                                      | "Charmless Man"                                               | 1996      | Albarn                                             | James/Albarn/Rowntree/Coxon                            | Albarn                          |
| "A Spell (For Money)"                         | "Beetlebum"                                                   | 1997      | Instrumental                                       | James/Albarn/Rowntree/Coxon                            | Instrumental                    |
| "Advert"                                      | Modern Life is Rubbish                                        | 1993      | Albarn                                             | James/Albarn/Rowntree/Coxon                            | Albarn                          |
| "Advert/Bank Holiday"                         | Live from the Pit                                             | 1997      | Albarn                                             | James/Albarn/Rowntree/Coxon                            | Albarn                          |
| "Alex's Song"                                 | "End of a Century"                                            | 1994      | Albarn                                             | James/Albarn/Rowntree/Coxon                            | Albarn                          |
| "All We Want"                                 | "Tender"                                                      | 1999      | Albarn                                             | James/Albarn/Rowntree/Coxon                            | Albarn                          |
| "All Your Life"                               | "Beetlebum"                                                   | 1997      | Albarn                                             | James/Albarn/Rowntree/Coxon                            | Albarn                          |
| "Always" (demo de "I'm Fine")                 | Blur 21                                                       | 2012      | Albarn                                             | James/Albarn/Rowntree/Coxon                            | Albarn                          |
| "Ambulance"                                   | Think Tank                                                    | 2003      | Albarn                                             | James/Albarn/Rowntree                                  | Albarn                          |
| "Anniversary Waltz"                           | "Girls & Boys"                                                | 1994      | Instrumental                                       | James/Albarn/Rowntree/Coxon                            | Instrumental                    |
| "Avoid the Traffic"                           | Blur 21                                                       | 2012      | Albarn                                             | James/Albarn/Rowntree/Coxon                            | Albarn                          |
| "B.L.U.R.E.M.I."                              | 13                                                            | 1999      | Albarn                                             | James/Albarn/Rowntree/Coxon                            | Albarn                          |
| "Bad Day"                                     | Leisure                                                       | 1991      | Albarn                                             | James/Albarn/Rowntree/Coxon                            | Albarn                          |
| "Badgeman Brown"                              | "Popscene"                                                    | 1992      | Albarn                                             | James/Albarn/Rowntree/Coxon                            | Albarn                          |
| "Badhead"                                     | Parklife                                                      | 1994      | Albarn                                             | James/Albarn/Rowntree/Coxon                            | Albarn                          |
| "Bang"                                        | Leisure                                                       | 1991      | Albarn                                             | James/Albarn/Rowntree/Coxon                            | Albarn                          |
| "Bank Holiday"                                | Parklife                                                      | 1994      | Albarn                                             | James/Albarn/Rowntree/Coxon                            | Albarn                          |
| "Battery In Your Leg"                         | Think Tank                                                    | 2003      | Albarn                                             | James/Albarn/Rowntree/Coxon                            | Albarn                          |
| "Battle"                                      | 13                                                            | 1999      | Albarn                                             | James/Albarn/Rowntree/Coxon                            | Albarn                          |
| "Beachcoma"                                   | "For Tomorrow"                                                | 1993      | Albarn                                             | James/Albarn/Rowntree/Coxon                            | Albarn                          |
| "Beached Whale"                               | Blur 21                                                       | 2012      | Albarn                                             | James/Albarn/Rowntree/Coxon                            | Albarn                          |
| "Beagle 2"                                    | "No Distance Left to Run"                                     | 1999      | Instrumental                                       | Alex James/Damon Albarn/Dave Rowntree/Graham Coxon     | Damon Albarn                    |
| "Beard"                                       | "Parklife (single)"                                           | 1994      | Instrumental                                       | James/Albarn/Rowntree/Coxon                            | Instrumental                    |
| "Beetlebum"                                   | Blur                                                          | 1997      | Albarn                                             | James/Albarn/Rowntree/Coxon                            | Albarn                          |
| "Berserk"                                     | "Bang"                                                        | 1991      | Albarn                                             | James/Albarn/Rowntree/Coxon                            | Albarn                          |
| "Best Days"                                   | The Great Escape                                              | 1995      | Albarn                                             | James/Albarn/Rowntree/Coxon                            | Albarn                          |
| "Birthday"                                    | Leisure                                                       | 1991      | Albarn                                             | James/Albarn/Rowntree/Coxon                            | Albarn                          |
| "Black Book"                                  | "Music Is My Radar"                                           | 2000      | Albarn                                             | James/Albarn/Rowntree/Coxon                            | Albarn                          |
| "Blue Jeans"                                  | Modern Life is Rubbish                                        | 1993      | Albarn                                             | James/Albarn/Rowntree/Coxon                            | Albarn                          |
| "Blurred"                                     | "Blurred"                                                     | 1996      | Albarn                                             | Pianoman                                               | Albarn                          |
| "Bored Housewives"                            | Blur 21                                                       | 2012      | Albarn                                             | James/Albarn/Rowntree/Coxon                            | Albarn                          |
| "Bone Bag"                                    | "For Tomorrow"                                                | 1993      | Albarn                                             | James/Albarn/Rowntree/Coxon                            | Albarn                          |
| "Brothers and Sisters"                        | Think Tank                                                    | 2003      | Albarn                                             | James/Albarn/Rowntree                                  | Albarn                          |
| "Bugman"                                      | 13                                                            | 1999      | Albarn                                             | James/Albarn/Rowntree/Coxon                            | Albarn                          |
| "Bustin' + Dronin'"                           | "Song 2"                                                      | 1997      | Albarn                                             | James/Albarn/Rowntree/Coxon                            | Albarn                          |
| "Call Out Hook #1"                            | "Music Is My Radar"                                           | 2000      | N/A                                                | N/A                                                    | N/A                             |
| "Call Out Hook #2"                            | "Music Is My Radar"                                           | 2000      | N/A                                                | N/A                                                    | N/A                             |
| "Call Out Research Hook #1"                   | "M.O.R."                                                      | 1997      | N/A                                                | N/A                                                    | N/A                             |
| "Call Out Research Hook #2 Moulder Mix"       | "M.O.R."                                                      | 1997      | N/A                                                | N/A                                                    | N/A                             |
| "Caramel"                                     | 13                                                            | 1999      | Albarn                                             | James/Albarn/Rowntree/Coxon                            | Albarn                          |
| "Caravan"                                     | Think Tank                                                    | 2003      | Albarn                                             | James/Albarn/Rowntree                                  | Albarn                          |
| "Charmless Man"                               | The Great Escape                                              | 1995      | Albarn                                             | James/Albarn/Rowntree/Coxon                            | Albarn                          |
| "Chemical World"                              | Modern Life is Rubbish                                        | 1993      | Albarn                                             | James/Albarn/Rowntree/Coxon                            | Albarn                          |
| "Chinese Bombs"                               | Blur                                                          | 1997      | Albarn                                             | James/Albarn/Rowntree/Coxon                            | Albarn                          |
| "Close"                                       | "Close (Fan Club Single)"                                     | 1998      | Albarn                                             | James/Albarn/Rowntree/Coxon                            | Albarn                          |
| "Clover Over Dover"                           | Parklife                                                      | 1997      | Albarn                                             | James/Albarn/Rowntree/Coxon                            | Albarn                          |
| "Coffee & TV"                                 | 13                                                            | 1999      | Graham Coxon                                       | James/Albarn/Rowntree/Coxon                            | Graham Coxon                    |
| "Colin Zeal"                                  | Modern Life is Rubbish                                        | 1993      | Albarn                                             | James/Albarn/Rowntree/Coxon                            | Albarn                          |
| "Colours"                                     | "Colours (Fan Club Single)"                                   | 2003      | Albarn                                             | James/Albarn/Rowntree                                  | Albarn                          |
| "Come Together"                               | Leisure                                                       | 1991      | Albarn                                             | James/Albarn/Rowntree/Coxon                            | Albarn                          |
| "Commercial Break"                            | Modern Life is Rubbish (as a hidden track)                    | 1993      | Instrumental                                       | James/Albarn/Rowntree/Coxon                            | Instrumental                    |
| "Coping"                                      | Modern Life is Rubbish                                        | 1993      | Albarn                                             | James/Albarn/Rowntree/Coxon                            | Albarn                          |
| "Country House"                               | The Great Escape                                              | 1995      | Albarn                                             | James/Albarn/Rowntree/Coxon                            | Albarn                          |
| "Country Sad Ballad Man"                      | Blur                                                          | 1997      | Albarn                                             | James/Albarn/Rowntree/Coxon                            | Albarn                          |
| "Cowboy Song"                                 | Dead Man on Campus                                            | 1999      | Albarn                                             | James/Albarn/Rowntree/Coxon                            | Albarn                          |
| "Coyote"                                      | "Coffee & TV"                                                 | 1999      | Albarn                                             | James/Albarn/Rowntree/Coxon                            | Albarn                          |
| "Crazy Beat"                                  | Think Tank                                                    | 2003      | Albarn                                             | James/Albarn/Rowntree                                  | Albarn                          |
| "Cross Channel Love"                          | Blur 21                                                       | 2012      | Albarn                                             | James/Albarn/Rowntree/Coxon                            | Albarn                          |
| "Country Sad Ballad Man"                      | Blur                                                          | 1997      | Albarn                                             | James/Albarn/Rowntree/Coxon                            | Albarn                          |
| "Dan Abnormal"                                | The Great Escape                                              | 2003      | Albarn                                             | James/Albarn/Rowntree/Coxon                            | Albarn                          |
| "Dancehall"                                   | "Beetlebum"                                                   | 1997      | Albarn                                             | James/Albarn/Rowntree/Coxon                            | Albarn                          |
| "Day Upon Day"                                | "There's No Other Way"                                        | 1991      | Albarn                                             | James/Albarn/Rowntree/Coxon                            | Albarn                          |
| "Death of a Party"                            | Blur                                                          | 1997      | Albarn                                             | James/Albarn/Rowntree/Coxon                            | Albarn                          |
| "Death Metal"                                 | Non enregistrée                                               | 1999      | Albarn                                             | James/Albarn/Rowntree/Coxon                            | Albarn                          |
| "Dizzy"                                       | "Sunday Sunday"                                               | 1993      | Albarn                                             | James/Albarn/Rowntree/Coxon                            | Albarn                          |
| "Don't Be"                                    | "Crazy Beat"                                                  | 2003      | Albarn                                             | James/Albarn/Rowntree                                  | Albarn                          |
| "Don't Bomb When You Are the Bomb"            | "Don't Bomb When You Are the Bomb"                            | 2002      | Albarn                                             | James/Albarn/Rowntree                                  | Albarn                          |
| "Down"                                        | "She's So High"                                               | 1990      | Albarn                                             | James/Albarn/Rowntree/Coxon                            | Albarn                          |
| "Eine Kleine Lift Musik"                      | The Help Album'                                               | 1995      | Albarn                                             | James/Albarn/Rowntree/Coxon                            | Albarn                          |
| "End of a Century"                            | Parklife                                                      | 1994      | Albarn                                             | James/Albarn/Rowntree/Coxon                            | Albarn                          |
| "Entertain Me"                                | The Great Escape                                              | 1995      | Albarn                                             | James/Albarn/Rowntree/Coxon                            | Albarn                          |
| "Ernold Same"                                 | The Great Escape                                              | 1995      | Albarn                                             | James/Albarn/Rowntree/Coxon                            | Ken Livingstone/Albarn          |
| "Es Schmect"                                  | "Chemical World"                                              | 1993      | Albarn                                             | James/Albarn/Rowntree/Coxon                            | Albarn                          |
| "Essex Dogs"                                  | Blur                                                          | 1997      | Albarn                                             | James/Albarn/Rowntree/Coxon                            | Albarn                          |
| "Sir Elton John's Cock" (enregistrée en 2002) | Blur 21                                                       | 2012      | Albarn                                             | James/Albarn/Rowntree/Coxon                            | Albarn                          |
| "Explain"                                     | Bang                                                          | 1991      | Albarn                                             | James/Albarn/Rowntree/Coxon                            | Albarn                          |
| "Fade Away"                                   | The Great Escape                                              | 1995      | Albarn                                             | James/Albarn/Rowntree/Coxon                            | Albarn                          |
| "Far Out"                                     | Parklife                                                      | 1994      | Alex James                                         | James/Albarn/Rowntree/Coxon                            | Alex James                      |
| "Fed Up"                                      | Non enregistrée                                               | 1989      | Albarn                                             | James/Albarn/Rowntree/Coxon                            | Albarn                          |
| "Fool"                                        | Leisure                                                       | 1991      | Albarn                                             | James/Albarn/Rowntree/Coxon                            | Albarn                          |
| "Fool's Day"                                  | "Fool's Day"                                                  | 2010      | Albarn                                             | James/Albarn/Rowntree/Coxon                            | Albarn                          |
| "For Old Time's Sake"                         | Non enregistrée (devait être enregistré dans "Sunday Sunday") | 1993      | Albarn                                             | James/Albarn/Rowntree/Coxon                            | Albarn                          |
| "For Tomorrow"                                | Modern Life is Rubbish                                        | 1993      | Albarn                                             | James/Albarn/Rowntree/Coxon                            | Albarn                          |
| "French Song"                                 | Tender                                                        | 1999      | Albarn                                             | James/Albarn/Rowntree/Coxon                            | Albarn                          |
| "Fried"                                       | "Sunday Sunday"                                               | 1993      | Albarn                                             | James/Albarn/Rowntree/Coxon                            | Albarn                          |
| "Garden Central"                              | "Popscene"                                                    | 1992      | Instrumental                                       | James/Albarn/Rowntree/Coxon                            | Instrumental                    |
| "Gene by Gene"                                | Think Tank                                                    | 2003      | Albarn                                             | James/Albarn/Rowntree                                  | Albarn                          |
| "Get Out of Cities"                           | "Song 2"                                                      | 1997      | Albarn                                             | James/Albarn/Rowntree/Coxon                            | Albarn                          |
| "Girls & Boys"                                | Parklife                                                      | 1994      | Albarn                                             | James/Albarn/Rowntree/Coxon                            | Albarn                          |
| "Globe Alone"                                 | The Great Escape                                              | 1995      | Albarn                                             | James/Albarn/Rowntree/Coxon                            | Albarn                          |
| "Go Out"                                      | The Magic Whip                                                | 2015      |                                                    |                                                        | Albarn                          |
| "Good Song"                                   | Think Tank                                                    | 1991      | Albarn                                             | James/Albarn/Rowntree                                  | Albarn                          |
| "Ghost Ship"                                  | The Magic Whip                                                | 2015      |                                                    |                                                        | Albarn                          |
| "Got Yer!"                                    | "To the End"                                                  | 1994      | Albarn                                             | James/Albarn/Rowntree/Coxon                            | Albarn                          |
| "Hanging Over"                                | "For Tomorrow"                                                | 1993      | Albarn                                             | James/Albarn/Rowntree/Coxon                            | Albarn                          |
| "He Thought of Cars"                          | The Great Escape                                              | 1995      | Albarn                                             | James/Albarn/Rowntree/Coxon                            | Albarn                          |
| "Headist/Into Another"                        | Music Is My Radar                                             | 2000      | Albarn                                             | James/Albarn/Rowntree/Coxon                            | Albarn                          |
| "Here I Am"                                   | Unreleased                                                    | 1989      | Albarn                                             | James/Albarn/Rowntree/Coxon                            | Albarn                          |
| "High Cool"                                   | Leisure                                                       | 1991      | Albarn                                             | James/Albarn/Rowntree/Coxon                            | Albarn                          |
| "Hope You Find Your Suburb"                   | Blur 21                                                       | 2012      | Albarn                                             | James/Albarn/Rowntree/Coxon                            | Albarn                          |
| "I Broadcast"                                 | The Magic Whip                                                | 2015      |                                                    |                                                        | Albarn                          |
| "I Got Law"                                   | "13" (bonus track)                                            | 1999      | Albarn                                             | Alex James/Damon Albarn/Dave Rowntree/Graham Coxon     | Damon Albarn                    |
| "I Know"                                      | "She's So High"                                               | 1990      | Albarn                                             | James/Albarn/Rowntree/Coxon                            | Albarn                          |
| "I Love Her"                                  | "I Love Her (Fan Club Single)"                                | 1997      | Albarn                                             | James/Albarn/Rowntree/Coxon                            | Albarn                          |
| "I'm All Over""                               | "There's No Other Way"                                        | 1991      | Albarn                                             | Alex James/Damon Albarn/Dave Rowntree/Graham Coxon     | Damon Albarn                    |
| "I'm Fine"                                    | "Popscene"                                                    | 1992      | Albarn                                             | James/Albarn/Rowntree/Coxon                            | Albarn                          |
| "I'm Just a Killer For Your Love"             | Blur                                                          | 1997      | Albarn                                             | James/Albarn/Rowntree/Coxon                            | Albarn                          |
| "Ice Cream Man"                               | The Magic Whip                                                | 2015      |                                                    |                                                        | Albarn                          |
| "Inertia"                                     | "There's No Other Way"                                        | 1991      | Albarn                                             | James/Albarn/Rowntree/Coxon                            | Albarn                          |
| "Interlude"                                   | Blur (as a hidden track)                                      | 1997      | Instrumental                                       | James/Albarn/Rowntree/Coxon                            | Instrumental                    |
| "Intermission"                                | Modern Life is Rubbish (as a hidden track)                    | 1993      | Instrumental                                       | James/Albarn/Rowntree/Coxon                            | Instrumental                    |
| "Into Another"                                | For Tomorrow"                                                 | Albarn    | Alex James/Damon Albarn/Dave Rowntree/Graham Coxon | Damon Albarn                                           |                                 |
| "It Could Be You"                             | The Great Escape                                              | 1995      | Albarn                                             | James/Albarn/Rowntree/Coxon                            | Albarn                          |
| "Intro"                                       | No Distance Left to Run (film)"                               | 2010      | Sound bite                                         | Alex James/Damon Albarn/Dave Rowntree/Graham Coxon     | Sound bite                      |
| "Jawbone" (enregistrée en 2000)               | Blur 21                                                       | 2012      | Albarn                                             | James/Albarn/Rowntree/Coxon                            | Albarn                          |
| "Jets"                                        | Think Tank                                                    | 2003      | Albarn                                             | James/Albarn/Rowntree/Mike Smith                       | Albarn                          |
| "Jubilee"                                     | Parklife                                                      | 1994      | Albarn                                             | James/Albarn/Rowntree/Coxon                            | Albarn                          |
| "London Loves"                                | Parklife                                                      | 1994      | Albarn                                             | James/Albarn/Rowntree/Coxon                            | Albarn                          |
| "Lonesome Street"                             | The Magic Whip                                                | 2015      |                                                    |                                                        | Albarn/Coxon                    |
| "Look Inside America"                         | Blur                                                          | 1997      | Albarn                                             | James/Albarn/Rowntree/Coxon                            | Albarn                          |
| "Long Legged"                                 | "Sunday Sunday"                                               | 1993      | Albarn                                             | Alex James/Damon Albarn/Dave Rowntree/Graham Coxon     | Damon Albarn                    |
| "Lot 105"                                     | Parklife                                                      | 1994      | Albarn                                             | James/Albarn/Rowntree/Coxon                            | Albarn                          |
| "Ludwig"                                      | "Stereotypes"                                                 | 1996      | Instrumental                                       | James/Albarn/Rowntree/Coxon                            | Albarn                          |
| "Luminous"                                    | "Bang"                                                        | 1991      | Albarn                                             | James/Albarn/Rowntree/Coxon                            | Albarn                          |
| "Kazoo" (demo de 1992)                        | Blur 21                                                       | 2012      | Albarn                                             | James/Albarn/Rowntree/Coxon                            | Albarn                          |
| "Kissin' Time"                                | Kissin' Time (Marianne Faithfull album)                       | 2002      | Marianne Faithfull/Damon Albarn                    | James/Albarn/Rowntree/Coxon                            | Marianne Faithfull/Damon Albarn |
| "M.O.R."                                      | Blur                                                          | 1997      | Albarn                                             | James/Brian Eno/Albarn/Rowntree/David Bowie/Coxon      | Albarn                          |
| "Mace"                                        | "Popscene"                                                    | 1992      | Albarn                                             | James/Albarn/Rowntree/Coxon                            | Albarn                          |
| "The Man Who Left Himself"                    | "Stereotypes"                                                 | 1996      | Albarn                                             | Alex James/Damon Albarn/Dave Rowntree/Graham Coxon     | Damon Albarn                    |
| "Magpie"                                      | "Girls & Boys"                                                | 1994      | Albarn                                             | James/Albarn/Rowntree/Coxon                            | Albarn                          |
| "Magic America"                               | Parklife                                                      | 1994      | Albarn                                             | James/Albarn/Rowntree/Coxon                            | Albarn                          |
| "Me, White Noise"                             | Think Tank (as a hidden track)                                | 2003      | Albarn                                             | James/Albarn/Rowntree                                  | Albarn/Phil Daniels             |
| "Me, White Noise" (Alternate version)         | Good Song                                                     | 2003      | Albarn                                             | James/Albarn/Rowntree                                  | Albarn                          |
| "Mellow Song"                                 | 13                                                            | 1999      | Albarn                                             | James/Albarn/Rowntree/Coxon                            | Albarn                          |
| "Metal Hip Slop"                              | Coffee & TV                                                   | 1999      | Albarn                                             | Alex James/Damon Albarn/Dave Rowntree/Graham Coxon     | Damon Albarn                    |
| "Mirroball"                                   | The Magic Whip                                                | 2015      |                                                    |                                                        | Albarn                          |
| "Miss America"                                | Modern Life is Rubbish                                        | 1993      | Albarn                                             | James/Albarn/Rowntree/Coxon                            | Albarn                          |
| "Mixed Up"                                    | "Sunday Sunday"                                               | 1993      | Albarn                                             | Alex James/Damon Albarn/Dave Rowntree/Graham Coxon     | Damon Albarn                    |
| "Money Makes Me Crazy"                        | "Out of Time"                                                 | 2003      | Albarn                                             | James/Albarn/Rowntree/Coxon                            | Albarn                          |
| "Moroccan Peoples Revolutionary Bowls Club"   | Think Tank                                                    | 2003      | Albarn                                             | James/Albarn/Rowntree                                  | Albarn                          |
| "Morricone"                                   | "Good Song"                                                   | 2003      | Albarn                                             | James/Albarn/Rowntree/                                 | Albarn                          |
| "Movin' On"                                   | Blur                                                          | 1997      | Albarn                                             | James/Albarn/Rowntree/Coxon                            | Albarn                          |
| "Mr. Briggs"                                  | "There's No Other Way"                                        | 1991      | Albarn                                             | Alex James/Damon Albarn/Dave Rowntree/Graham Coxon     | Damon Albarn                    |
| "Mr. Robinson's Quango"                       | The Great Escape                                              | 1995      | Albarn                                             | James/Albarn/Rowntree/Coxon                            | Albarn                          |
| "Music Is My Radar"                           | "Music Is My Radar"                                           | 2000      | Albarn                                             | James/Albarn/Rowntree/Coxon                            | Albarn                          |
| "My Ark"                                      | "Chemical World"                                              | 1993      | Albarn                                             | Alex James/Damon Albarn/Dave Rowntree/Graham Coxon     | Damon Albarn                    |
| "My Terracotta Heart"                         | The Magic Whip                                                | 2015      |                                                    |                                                        | Albarn                          |
| "Never Clever"                                | "Chemical World"/Food 100                                     | 1993 1997 | Albarn                                             | Alex James/Damon Albarn/Dave Rowntree/Graham Coxon     | Damon Albarn                    |
| "New World Towers"                            | The Magic Whip                                                | 2015      |                                                    |                                                        | Albarn                          |
| "No Distance Left to Run"                     | 13                                                            | 1999      | Albarn                                             | James/Albarn/Rowntree/Coxon                            | Albarn                          |
| "No Monsters in Me"                           | "The Universal"                                               | 1995      | Albarn                                             | Alex James/Damon Albarn/Dave Rowntree/Graham Coxon     | Damon Albarn                    |
| "Nutter"                                      | Blur 21                                                       | 2012      | Albarn                                             | James/Albarn/Rowntree/Coxon                            | Albarn                          |
| "Oily Water"                                  | Modern Life Is Rubbish                                        | 1993      | Albarn                                             | James/Albarn/Rowntree/Coxon                            | Albarn                          |
| "On the Way to the Club"                      | Think Tank                                                    | 2003      | Albarn                                             | James/Albarn/Rowntree/James Dring                      | Albarn                          |
| "On Your Own"                                 | Blur                                                          | 1997      | Albarn                                             | James/Albarn/Rowntree/Coxon                            | Albarn                          |
| "One Born Every Minute"                       | "Country House"                                               | 1995      | Albarn                                             | James/Albarn/Rowntree/Coxon                            | Albarn                          |
| "Ong Ong"                                     | The Magic Whip                                                | 2015      |                                                    |                                                        | Albarn                          |
| "Optigan 1"                                   | 13                                                            | 1999      | Instrumental                                       | James/Albarn/Rowntree/Coxon                            | Instrumental                    |
| "Out of Time"                                 | Think Tank                                                    | 2003      | Albarn                                             | James/Albarn/Rowntree                                  | Albarn                          |
| "The Outsider"                                | "Crazy Beat"                                                  | 2003      | Albarn                                             | Alex James/Damon Albarn/Dave Rowntree/Graham Coxon     | Damon Albarn                    |
| "Outro"                                       | Starshaped DVD                                                | 2004      | Instrumental                                       | Alex James/Damon Albarn/Dave Rowntree/Graham Coxon     | Instrumental                    |
| "Pap Pop"                                     | Blur 21                                                       | 2012      | Albarn                                             | James/Albarn/Rowntree/Coxon                            | Albarn                          |
| "Parklife"                                    | Parklife                                                      | 1994      | Albarn                                             | James/Albarn/Rowntree/Coxon                            | Albarn/Phil Daniels             |
| "Peach"                                       | "For Tomorrow"                                                | 1993      | Albarn                                             | James/Albarn/Rowntree/Coxon                            | Albarn                          |
| "People In Europe"                            | "Girls & Boys"                                                | 1994      | Albarn                                             | James/Albarn/Rowntree/Coxon                            | Albarn                          |
| "Peter Panic"                                 | "Girls & Boys"                                                | 1994      | Albarn                                             | James/Albarn/Rowntree/Coxon                            | Albarn                          |
| "Piano"                                       | Blur 21                                                       | 2012      | Albarn                                             | James/Albarn/Rowntree/Coxon                            | Albarn                          |
| "Pleasent Education"                          | Non enregistrée (passée dans Blur-radio.com)                  | 1992      | Albarn                                             | James/Albarn/Rowntree/Coxon                            | Albarn                          |
| "Polished Stone"                              | "Song 2"                                                      | 1997      | Albarn                                             | James/Albarn/Rowntree/Coxon                            | Albarn                          |
| "Popscene"                                    | "Popscene"                                                    | 1992      | Albarn                                             | James/Albarn/Rowntree/Coxon                            | Albarn                          |
| "Pressure on Julian"                          | Modern Life Is Rubbish                                        | 1993      | Albarn                                             | James/Albarn/Rowntree/Coxon                            | Albarn                          |
| "Pyongyang"                                   | The Magic Whip                                                |           |                                                    |                                                        | Albarn                          |
| "The Puritan"                                 | Under The Westway                                             | 2012      | Albarn                                             | James/Albarn/Rowntree/Coxon                            | Albarn                          |
| "Red Necks"                                   | "End of a Century"                                            | 1994      | Albarn                                             | Alex James/Damon Albarn/Dave Rowntree/Graham Coxon     | Damon Albarn/Graham Coxon       |
| "Repetition"                                  | Leisure                                                       | 1991      | Albarn                                             | James/Albarn/Rowntree/Coxon                            | Albarn                          |
| "Resigned"                                    | Modern Life Is Rubbish                                        | 1993      | Albarn                                             | James/Albarn/Rowntree/Coxon                            | Albarn                          |
| "Rico"                                        | Blur 21                                                       | 2012      | Albarn                                             | James/Albarn/Rowntree/Coxon                            | Albarn                          |
| "S.M.D.U."                                    | "S.M.D.U."                                                    | 1998      | Albarn                                             | James/Albarn/Rowntree/Coxon/Liam Howlett/Brock Landers | Albarn                          |
| "Saturday"                                    | Non enregistrée                                               | 2002      | Albarn                                             | James/Albarn/Rowntree/Coxon                            | Albarn                          |
| "Saturday Morning"                            | Blur 21                                                       | 2012      | Albarn                                             | James/Albarn/Rowntree/Coxon                            | Albarn                          |
| "She Don't Mind" (demo de 1992)               | Blur 21                                                       | 2012      | Albarn                                             | James/Albarn/Rowntree/Coxon                            | Albarn                          |
| "She's So High"                               | Leisure                                                       | 1991      | Albarn                                             | James/Albarn/Rowntree/Coxon                            | Albarn                          |
| "Shimmer"                                     | "Sunday Sunday"                                               | 1993      | Albarn                                             | James/Albarn/Rowntree/Coxon                            | Albarn                          |
| "Sing"                                        | Leisure                                                       | 1991      | Albarn                                             | James/Albarn/Rowntree/Coxon                            | Albarn                          |
| "Sing (to Me)"                                | "Sing (to Me)"                                                | 1998      | Albarn                                             | James/Albarn/Rowntree/Coxon                            | Albarn                          |
| "Slow Down"                                   | Leisure                                                       | 1991      | Albarn                                             | James/Albarn/Rowntree/Coxon                            | Albarn                          |
| "So You"                                      | "No Distance Left to Run"                                     | 1999      | Albarn                                             | James/Albarn/Rowntree/Coxon                            | Albarn                          |
| "Some Glad Morning"                           | "Some Glad Morning (Fan Club Single)"                         | 2005      | Albarn                                             | James/Albarn/Rowntree/Coxon                            | Albarn                          |
| "Song 2"                                      | Blur                                                          | 1997      | Albarn                                             | James/Albarn/Rowntree/Coxon                            | Albarn                          |
| "Squeezebox"                                  | Blur 21                                                       | 2012      | Albarn                                             | James/Albarn/Rowntree/Coxon                            | Albarn                          |
| "St. Louis"                                   | "Charmless Man"                                               | 1996      | Albarn                                             | James/Albarn/Rowntree/Coxon                            | Albarn                          |
| "Starshaped"                                  | Modern Life Is Rubbish                                        | 1993      | Albarn                                             | James/Albarn/Rowntree/Coxon                            | Albarn                          |
| "Stereotypes"                                 | The Great Escape                                              | 1995      | Albarn                                             | James/Albarn/Rowntree/Coxon                            | Albarn                          |
| "Strange News from Another Star"              | Blur                                                          | 1997      | Albarn                                             | James/Albarn/Rowntree/Coxon                            | Albarn                          |
| "Sub Species of an American Day"              | Non enregistrée                                               | 2005      | Albarn                                             | James/Albarn/Rowntree                                  | Albarn                          |
| "Sunday Sunday"                               | Modern Life Is Rubbish                                        | 1993      | Albarn                                             | James/Albarn/Rowntree/Coxon                            | Albarn                          |
| "Supa Shoppa"                                 | "Parklife (single)"                                           | 1994      | Instrumental                                       | James/Albarn/Rowntree/Coxon                            | Instrumental                    |
| "Sunnyside Farm"                              | Sunnyside Farm TV series theme                                | 1997      | Albarn/Phil Daniels                                | Damon Albarn                                           | Albarn/Phil Daniels             |
| "Swallows in the Heatwave"                    | "M.O.R."                                                      | 1997      | Albarn                                             | James/Albarn/Rowntree/Coxon                            | Albarn                          |
| "Swamp Song"                                  | 13                                                            | 1999      | Albarn                                             | James/Albarn/Rowntree/Coxon                            | Albarn                          |
| "Sweet Song"                                  | Think Tank                                                    | 2003      | Albarn                                             | James/Albarn/Rowntree                                  | Albarn                          |
| "Tame"                                        | "Stereotypes"                                                 | 1996      | Albarn                                             | James/Albarn/Rowntree/Coxon                            | Albarn                          |
| "Tell Me, Tell Me"                            | "Sunday Sunday"                                               | 1993      | Albarn                                             | Alex James/Damon Albarn/Dave Rowntree/Graham Coxon     | Damon Albarn                    |
| "Tender"                                      | 13                                                            | 1999      | Albarn/Coxon                                       | James/Albarn/Rowntree/Coxon                            | Albarn/Coxon                    |
| "The Debt Collector"                          | Parklife                                                      | 1994      | Instrumental                                       | James/Albarn/Rowntree/Coxon                            | Instrumental                    |
| "The Great Escape"                            | Live at the Budokan                                           | 1996      | Instrumental                                       | Alex James/Damon Albarn/Dave Rowntree/Graham Coxon     | Instrumental                    |
| "The Horrors"                                 | "Charmless Man"                                               | 1996      | Instrumental                                       | James/Albarn/Rowntree/Coxon                            | Instrumental                    |
| "The Man Who Left Himself"                    | "Stereotypes"                                                 | 1996      | Albarn                                             | James/Albarn/Rowntree/Coxon                            | Albarn                          |
| "The Ousider"                                 | "Crazy Beat"                                                  | 2003      | Albarn                                             | James/Albarn/Rowntree/Coxon                            | Albarn                          |
| "The Universal"                               | The Great Escape                                              | 1995      | Albarn                                             | James/Albarn/Rowntree/Coxon                            | Albarn                          |
| "The Wassailing Song"                         | "The Wassailing Song"                                         | 1992      | Albarn                                             | James/Albarn/Rowntree/Coxon                            | Albarn                          |
| "Theme from an Imaginary Film"                | "Parklife (single)"                                           | 1994      | Albarn                                             | James/Albarn/Rowntree/Coxon                            | Albarn                          |
| "Theme from Retro"                            | Blur                                                          | 1997      | Albarn                                             | James/Albarn/Rowntree/Coxon                            | Albarn                          |
| There Are Too Many of Us""                    | The Magic Whip                                                | 2015      |                                                    |                                                        | Albarn                          |
| "There's No Other Way"                        | Leisure                                                       | 1991      | Albarn                                             | James/Albarn/Rowntree/Coxon                            | Albarn                          |
| "This Is a Low"                               | Parklife                                                      | 1994      | Albarn                                             | James/Albarn/Rowntree/Coxon                            | Albarn                          |
| "Thought I Was a Spaceman"                    | The Magic Whip                                                | 2015      |                                                    |                                                        | Albarn                          |
| "Threadneedle Street"                         | "To the End"                                                  | 1994      | Albarn                                             | James/Albarn/Rowntree/Coxon                            | Albarn                          |
| "To the End"                                  | Parklife                                                      | 1994      | Albarn                                             | James/Albarn/Rowntree/Coxon                            | Albarn/Lætitia Sadier           |
| "To the End (French version)"                 | "Parklife (single)"                                           | 1994      | Albarn                                             | James/Albarn/Rowntree/Coxon                            | Albarn                          |
| "To the End (La Comedie)"                     | "Country House"                                               | 1995      | Albarn                                             | James/Albarn/Rowntree/Coxon                            | Albarn/Françoise Hardy          |
| "Top Man"                                     | The Great Escape                                              | 1995      | Albarn                                             | James/Albarn/Rowntree/Coxon                            | Albarn                          |
| "Tracy Jacks"                                 | Parklife                                                      | 1994      | Albarn                                             | James/Albarn/Rowntree/Coxon                            | Albarn                          |
| "Trailerpark"                                 | 13                                                            | 1999      | Albarn                                             | James/Albarn/Rowntree/Coxon                            | Albarn                          |
| "Trimm Trabb"                                 | 13                                                            | 1999      | Albarn                                             | James/Albarn/Rowntree/Coxon                            | Albarn                          |
| "Trouble In the Message Centre"               | Parklife                                                      | 1994      | Albarn                                             | James/Albarn/Rowntree/Coxon                            | Albarn                          |
| "Tune 2"                                      | "Out of Time"                                                 | 2003      | Instrumental                                       | James/Albarn/Rowntree/Coxon                            | Albarn                          |
| "Turn It Up"                                  | Modern Life Is Rubbish                                        | 1993      | Albarn                                             | James/Albarn/Rowntree/Coxon                            | Albarn                          |
| "Ultranol"                                    | "The Universal"                                               | 1995      | Albarn                                             | James/Albarn/Rowntree/Coxon                            | Albarn                          |
| "Uncle Love"                                  | "Bang"                                                        | 1991      | Albarn                                             | James/Albarn/Rowntree/Coxon                            | Albarn                          |
| Untitled (a.k.a. "Ernold Same (Reprise)")     | The Great Escape (as a hidden track)                          | 1995      | Instrumental                                       | James/Albarn/Rowntree/Coxon                            | Instrumental                    |
| "Under the Westway"                           | Under The Westway                                             | 2012      | Albarn                                             | Albarn/Coxon                                           |                                 |
| "Us"                                          | Blur                                                          | 2011      | Albarn                                             | James/Albarn/Rowntree/Coxon                            | Albarn                          |
| "Villa Rosie"                                 | Modern Life Is Rubbish                                        | 1993      | Albarn                                             | James/Albarn/Rowntree/Coxon                            | Albarn                          |
| "Wear Me Down"                                | Leisure                                                       | 1991      | Albarn                                             | James/Albarn/Rowntree/Coxon                            | Albarn                          |
| "We've Got a File on You"                     | Think Tank                                                    | 2003      | Albarn                                             | James/Albarn/Rowntree/Coxon                            | Albarn                          |
| "When the Cows Come Home"                     | "For Tomorrow"                                                | 1993      | Albarn                                             | James/Albarn/Rowntree/Coxon                            | Albarn                          |
| "Woodpigeon Song"                             | "Beetlebum"                                                   | 1997      | Albarn                                             | James/Albarn/Rowntree/Coxon                            | Albarn                          |
| "Won't Do It"                                 | "There's No Other Way"                                        | 1991      | Albarn                                             | James/Albarn/Rowntree/Coxon                            | Albarn                          |
| "X-Offender"                                  | "Coffee & TV"                                                 | 1999      | Albarn                                             | Alex James/Damon Albarn/Dave Rowntree/Graham Coxon     | Damon Albarn                    |
| "Y'all Doomed                                 | The Magic Whip                                                | 2015      |                                                    |                                                        | Albarn                          |
| "You're So Great"                             | Blur                                                          | 1997      | Coxon                                              | Coxon                                                  | Coxon                           |
| "Young and Lovely"                            | "Chemical World"                                              | 1993      | Albarn                                             | James/Albarn/Rowntree/Coxon                            | Albarn                          |
| "Yuko and Hiro"                               | The Great Escape                                              | 1995      | Albarn                                             | James/Albarn/Rowntree/Coxon                            | Albarn                          |

## Reprises
| Titre                          | Album                                       | Année | Artiste repris | Auteur                                        |
| ------------------------------ | ------------------------------------------- | ----- | -------------- | --------------------------------------------- |
| "Daisy Bell"                   | The Sunday Sunday Popular Community Song CD | 1993  | N/A            | Harry Dacre                                   |
| "Let's All Go Down the Strand" | The Sunday Sunday Popular Community Song CD | 1993  | N/A            | Harry Castling/Clarence Wainwright Murphy     |
| Postman Pat Theme"             | Starshaped                                  | 1993  | Bryan Daly     | Bryan Daly                                    |
| "Maggie May"                   | Ruby Trax/"Chemical World"                  | 1993  | Rod Stewart    | Martin Quittenton/Rod Stewart                 |
| "Oliver's Army"                | Peace Together                              | 1993  | Elvis Costello | Elvis Costello                                |
| "Substitute"                   | Who Covers Who?                             | 1993  | The Who        | Pete Townshend                                |
| "When Will We Be Married"      | Starshaped                                  | 1993  | The Waterboys  | Traditional/Mike Scott/Anthony Thistlethwaite |